# Stefano Ianne
Stefano Ianne (Padua, 8 de octubre de 1963) es un compositor, multi-instrumentista y inventor italiano.

## Formación
Stefano Ianne es un multi-instrumentista que toca piano, sintetizadores, percusión, batería, guitarras acústicas, guitarras eléctricas sin trastes, bajo sin trastes y sarod. Estudió en la batería en su juventud con la guía de Carlo Battisti, mientras que con respecto a sarod estudió en la escuela de música clásica india de Pradeep Barot y Riccardo Battaglia. Entre sus influencias iniciales menciona sobre todo a Burt Bacharach y Pat Metheny.
Ha colaborado y tocado con Arthur Miles, Romano Mussolini, Irio De Paula. Colabora activamente con Phil Palmer y Teo Ciavarella.

## Estilo compositivo
Su música proviene de varios géneros que van desde la música sinfónica a la progresiva, pasando por la electrónica ambiental. En todo esto, sin embargo, se reconoce un código estilístico bien definido y original.
En cuanto al estilo compositivo, se puede decir que en la música de Ianne la repetición de los incipitos musicales no genera necesariamente arte en el ser: en este caso, el devenir surge de la propulsión del propio modelo (por breve que sea). Por tanto, el desarrollo no depende necesariamente del procesamiento del material sino, en primer lugar, de las características de los elementos propuestos.
Infinitas variaciones y microvariaciones renuevan los temas musicales, alrededor de los cuales se desarrollan los arreglos, ahora delicados, ahora más incisivos.
La visión de mundos a veces cercanos, a veces lejanos y enigmáticos, que en la escucha lleva a percibir una armonía que pasa del anhelo al eos de un ritmo sostenido e insinúa en la audición modalidades adecuadas para descifrar nuestro tiempo.

## Biografía
En noviembre de 2006 creó la obra Variabili Armoniche, álbum grabado en el estudio con un conjunto ad hoc de 30 orquestales y con la participación de Valter Sivilotti como arreglista orquestal. De este primer álbum ha sido seleccionada la pieza Aurore como banda sonora del anuncio oficial de Acqua Panna, en el aire desde hace el 1 de junio de 2008.
En abril de 2008 sale la obra Elephant, grabada en directo desde el Teatro dal Verme de Milán con la orquesta sinfónica de I Pomeriggi Musicali (50 orquestales) dirigida por Valter Sivilotti y con la participación de Rolf Hind (John Adams/London Sinfonietta). El concierto fue dedicado a la lucha de UNICEF para reducir la mortalidad infantil causada por el SIDA.
En dicho álbum se encuentra también una pista de vídeo animada sobre la historia de Elephant, ambientada en París a principios de 1900.
Siempre a lo largo de 2008 las piezas Flying y Concerto per violino quarto fueron incorporados en la banda sonora de Beket, una película del director surrealista Davide Manuli, premiada por la crítica en el Festival de Locarno edición 2008. Dichas piezas pertenecen a la tercera obra de Stefano Ianne titulada Mondovisioni, grabada por 80 orquestales de la orquesta sinfónica de I Pomeriggi Musicali y que salió en febrero de 2009 con la participación de la célebre cantante Antonella Ruggiero.
Su cuarto álbum Piano Car, editado por Rai Trade en abril de 2010, ha contado con la participación de Trilok Gurtu, Mario Marzi, Ricky Portera (Lucio Dalla), Nick Beggs (Kajagoogoo/Steven Wilson/Steve Hackett), Terl Bryant (John Paul Jones), John De Leo y Gennaro Cosmo Parlato en la pieza Sette Cosmi. El disco incluye además Neda Freedom, pieza dedicada a Neda Agha Soltan, asesinada por el régimen durante los disturbios en Irán y Quota 8100, obra sinfónica en homenaje al escalador y explorador Walter Bonatti.
El resultado es un tour de seis fechas con todos los protagonistas del disco.
En junio de 2010 debuta en el Carnegie Hall de Nueva York con una pieza inédita para piano solo titulada Barcarole.
En mayo de 2012 sale el disco para piano solo Raymond and the Bull Terriers, interpretado por Emanuele Arciuli, ganador del premio Abbiati y con los arreglos pianísticos de Valter Sivilotti. La pieza que le da el título al álbum ha sido escrita expresamente por Arciuli.
En el mismo año Ianne resulta el primer compositor del mundo en componer para un robot la pieza Rain Again, la primera en absoluto para robot y pianoforte, específicamente escrita para TeoTronico que suele actuar en conciertos
enfrentándose con el pianista Roberto Prosseda.
En 2015 funda , junto a Mario Marzi y Stefano Calvano, el trío IA MA CA.
En octubre de 2015 gana con la pieza Viaç el Festival della Canzone Friulana, asegurándose además el premio de la crítica.
El día 6 de abril de 2016 sale Iamaca, su sexto álbum.
En 2018 sigue su colaboración con el saxofonista Mario Marzi. El baterista Calvano fue sustituido por Terl Bryant y se lanzó el disco Duga-3, basado en la película “El Pájaro Carpintero Ruso” de Chad Gracia. Cameo de Liam McKahey (Cousteau_(banda)). En este disco
Ianne utiliza ampliamente sintetizadores y guitarras.
En 2018 crea el Midifly, un nuevo controlador musical activado por un programa con el cual se pueden producir sonidos, a través del protocol MIDI, sólo con el movimiento de las manos en una tabla virtual originada por una cámara infrarroja. La comunidad internacional de musicoterapia se da inmediatamente cuenta de que ese instrumento, al principio pensado simplemente para el ocio, pueda en realidad ser empleado de manera muy eficaz en el campo de la neurorrehabilitación. El Midifly se presenta así frente a la comunidad internacional el 28 de junio de 2019 en ocasión de la Undécima Conferencia Internacional de Musicoterapia en Aalborg, Dinamarca, después de un año y medio de investigación que ha desarrollado evidencias científicas y clínicas.
En 2019 se lanza Trans Europa, un álbum de electrónica ambiental. El primer trabajo en el que el compositor juega completamente solo, mezclado por Mattia Dallara y masterizado por Max Rosati. De ahí nacerá el video Office, 22 minutos de repetidos gestos surrealistas y simbolismos de alienación del trabajo y la vida en general. Un trabajo exigente. Segunda cita con la dirección de Salvatore Scaduto.
En 2020 el trabajo experimental continúa y de ahí nace el disco Voices for Aliens, íntegramente producido y tocado con MidiFly, el instrumento original que ahora se ha consolidado como objeto intermediario fundamental en los nuevos enfoques de neurorrehabilitación y musicoterapia. El video que anticipa su estreno está filmado en Valencia bajo la dirección de Javier Cordero Huecas.
Stefano Ianne es incluso el editor y creador, junto a Roberto “Freak” Antoni, del cómic bimestral Freak basado en la vida del líder y cantante del grupo rock demencial Skiantos.
En sus propias experiencias el compositor cuenta con la dirección de un teatro de cabaret, el “Circolo Barnum”, construido en Asolo al estilo del Cabaret Voltaire fundado en Zúrich por Hugo Ball en 1916.
Actualmente reside en la Comunidad Valenciana.
Steve Reich dice sobre Ianne: “El Concierto per Violino Quarto y luego Moto Perpetuo me parecieron más bien encantadores. Le deseo que desarrolle bien su talento natural tan prolífico”.

## Discografía y obra completa

### Álbumes
- 2005 Variabili armoniche - Rai Trade
- 2007 Elephant - Rai Trade
- 2008 Mondovisioni - Rai Trade
- 2010 Piano Car - Rai Com
- 2012 Raymond and the Bull Terriers - Rai Com
- 2016 Iamaca - Rai Com
- 2018 Duga-3 - Rai Com
- 2019 Trans Europa - Ian Steven Circus
- 2020 Voices for Aliens - Ian Steven Circus
- 2021 The Symphonic Works: Variabili Armoniche (Remastered) Stefano Ianne meets Valter Sivilotti - Rai Com
- 2021 The Symphonic Works: Variabili Armoniche (Remastered) Stefano Ianne meets Rolf Hind and I Pomeriggi Musicali - Rai Com
- 2021 The Symphonic Works: Variabili Armoniche (Remastered) Stefano Ianne meets Antonella Ruggiero and I Pomeriggi Musicali - Rai Com
- 2021 The Symphonic Works: Variabili Armoniche (Remastered) Stefano Ianne meets Trilok Gurtu - Rai Com
- 2021 The Symphonic Works: Variabili Armoniche (Remastered) Stefano Ianne Valter Sivilotti Emanuele Arciuli - Rai Com
- 2021 Stefano Ianne meets Ennio Morricone, orchestra sinfonica Accademia Musicale Naonis - Rai Com, Virgin Music, Warner Music, Universal Music
- 2021 Les Belles Habitudes - Ian Steven Circus
- 2021 Todos Juntos - Ian Steven Circus
- 2021 Binaural World, Volume 1 - Ian Steven Circus
- 2022 Do Ut Diesis - Ian Steven Circus

### Con Zabriskie Joint
- 2020 Sunrise (EP) - Collettivo d'Autore
- 2021 Centipede (EP) - Ian Steven Circus
- 2022 Download the Donkey - Ian Steven Circus

### Video musical
- 2007 Elephant dirigido por Francesco Zaffi, dibujos de Francesco Acquaviva - Rai Trade
- 2020 Voices for Aliens dirigido por Javier Cordero Huecas - Ian Steven Circus
- 2021 Jonh Wayne dirigido por Javier Cordero Huecas - Ian Steven Circus
- 2021 Walkin' on the Turia dirigido por Javier Cordero Huecas - Ian Steven Circus

### Música para comerciales
- 1993 Giovanni Rana - institucional
- 1993 S.I.V Società Italiana Vetro - institucional
- 1993 Tudor - institucional
- 1994 Magneti Marelli - institucional y TV
- 1994 Fiat - institucional
- 1996 Gruppo Stradivari - institucional y TV
- 1998 Business Net - institucional
- 1998 Axa - institucional
- 2003 Idro Nord - TV
- 2005 Aquanova - institucional
- 2007 Enel - institucional
- 2008 Acqua Panna, di Ogilvy & Mather - TV
- 2020 Idrotek Italia - institucional y TV

### Composiciones para cine
- 2008 Beket, dirigido por Davide Manuli, Blue Film
- 2010 Bandiera Viola, dirigido por Claudio Lazzaro, Nobu Productions
- 2011 Licenziata!, dirigido por Lisa Tormena, Sunset soc. Cop.
- 2012 Different Ways of Living (cortometraggio), dirigido por Matteo Lolletti, Sunset soc. Cop.
- 2019 Love War (cortometraggio), con Aram Ghasemy, Margareth Locorotondo, Niayesh Nahavandi, dirigido por Salvatore Scaduto, Ian Steven Circus
- 2019 Ton Nom (cortometraggio), con Massimiliano Vado, dirigido por Salvatore Scaduto, Ian Steven Circus
- 2019 Office (cortometraggio), con Stefano Ianne dirigido por Salvatore Scaduto, Ian Steven Circus

### Música para teatro
- 2007 40 minuti de Silvia Magnani y Franco Fussi
- 2008 Stanze de Silvia Magnani
- 2013 Maestrelli, l'ultima partita de Giorgio Serafini Prosperi, Roberto Bastanza, Pino Galeotti
- 2016 Torpakh e i semi del Nulla de Aram Gashemi

### Partituras musicales
- 2012 “Raymond and the Bull Terriers” publicación Carisch

### Publicaciones
- Freak número uno, La Genesi di Freak, publicación SIE, noviembre de 2007
- Freak número dos, Bologna, Iene brancola nel buio, publicación SIE, febrero de 2008
- Freak número tres, Signor Tenente, lei è bello come un cavallo, publicación SIE, abril de 2008
- Freak número cuatro, Non c'è pace per i pazzi, publicación SIE, septiembre de 2008
- Freak número cinco, Cosa si annida nelle fogne, publicación Mimesis, enero de 2010.

## Premios y reconocimientos
- 2021 Award Winner: categoría "Best Composer" al Vegas Short (Las Vegas), de video 'Office' [9]
- 2021 Award Winner: categoría "Best Composer" al LA Indies (Los Ángeles), de video 'Office'
- 2021 Award Winner: categoría "Best Music in Short"  Vancouver Independent Film Festival (Canadá), de video 'Office'
- 2021 Award Winner: categoría "Best Sound Design Short"  Cooper Awards (Estonia), de video 'Office' [10]
- 2021 Award Winner: categoría "Best Composer"  Arthouse Festival of Beverly Hills (Los Ángeles), de video 'Office'
- 2021 Honorable Mention: categoría "Best Short Film" y "Best Acting Debut" ADIFF - Actor&Director Awards (San Pietroburgo) de video 'Office'
- 2021 Nomination: categoría "Best Composer"  New York Independent Cinema Award (New York) de video 'Office'